# 3542 Tanjiazhen
3542 Tanjiazhen este un asteroid din centura principală, descoperit pe 9 octombrie 1964 de Observatorul Zijinshan.